# Генрієтте К'єр Нільсен
Генрієтте К'єр Нільсен (дан. Henriette Kjær Nielsen; нар. 6 січня 1970) — колишня данська тенісистка.
Найвищу одиночну позицію світового рейтингу — 501 місце досягла 14 серпня 1989, парну — 211 місце — 14 серпня 1989 року.
Здобула 5 парних титулів.

## Фінали ITF

### Парний розряд: 6 (5–1)
| Результат | Ранг | Дата            | Турнір                   | Покриття  | Партнерка     | Суперниці                           | Рахунок       |
| --------- | ---- | --------------- | ------------------------ | --------- | ------------- | ----------------------------------- | ------------- |
| Перемога  | 1.   | 18 вересня 1988 | ITF Каракас, Венесуела   | Тверде    | Аня Міхайлофф | Andrea Martinelli Леслі О'Галлоран  | 6–1, 2–6, 6–1 |
| Поразка   | 1.   | 25 вересня 1988 | ITF Медельїн, Колумбія   | Ґрунт     | Аня Міхайлофф | Жизеле Фаріа Лусіана Телла          | 6–0, 4–6, 3–6 |
| Перемога  | 2.   | 1 травня 1989   | ITF Сецце, Італія        | Ґрунт     | Наталі Чан    | Віраг Чурго Нора Кевеш              | 6–0, 3–6, 6–3 |
| Перемога  | 3.   | 25 червня 1989  | ITF Керетаро, Мексика    | Тверде    | Лоне Ванборґ  | Леслі Гакала Вінченца Прокаччі      | 6–4, 2–6, 7–6 |
| Перемога  | 4.   | 2 липня 1989    | ITF Гвадалахара, Мексика | Ґрунт     | Лоне Ванборґ  | Алісія Мей Кімберлі По              | 6–3, 3–6, 6–2 |
| Перемога  | 5.   | 31 січня 1994   | ITF Рунгстед, Данія      | Килим (i) | Софі Альбінус | Камілла Перссон Анна-Карін Свенссон | w/o           |